# Stellerina xyosterna
Stellerina xyosterna är en fiskart som först beskrevs av David Starr Jordan och Charles Henry Gilbert, 1880.  Stellerina xyosterna ingår i släktet Stellerina och familjen pansarsimpor. Inga underarter finns listade i Catalogue of Life.